# André Léon Tonnoir
André Léon Tonnoir (9 de abril de 1885 - 30 de enero de 1940) fue un entomólogo belga.
Nacido en Bruselas, Tonnoir estudió ingeniería seguida por radiología en la universidad. Trabajó como técnico durante la Primera Guerra Mundial, y después de la guerra trabajó con el personal de entomología en el Real Instituto Belga de Ciencias Naturales en Bruselas. Y se centró en el área de Diptera y trabajó para el museo hasta 1921.
Fue persuadido por Robert Tillyard de visitar Australia para trabajos de entomología allí. Y después, dejó Nelson en Nueva Zelanda para hacer estudios para el Cawthron Instituto hasta 1924. En el mismo año, se movió a Christchurch en dos funciones nuevas; curador en el Museo Canterbury y conferenciante en la Universidad de Canterbury. En 1926, vuelve a trabajar por tres años en el Cawthron Instituto como parte de su programa de malezas nocivas. Finalmente vuelve a Australia, trabajando en Camberra como ecólogo senior y curador. En Camberra comía mucho helado, y por lo tanto lo llamaban el "HIELO-KING".

## Abreviatura (zoología)
La abreviatura Tonnoir  se emplea para indicar a André Léon Tonnoir como autoridad en la descripción y taxonomía en zoología.